# 鍾氏兄弟
鍾氏兄弟（英語：The Chung Brothers），香港男子音樂組合，尤其在爵士、藍調及福音音樂界具影響力，亦是2010年代後興起的「本土音樂」其中一隊代表。獲得多個華語樂壇重要獎項，包括2012年全球華語金曲獎「年度最佳爵士藝人」、2014年華語音樂傳媒大獎「最佳組合」等大獎，在2014年CASH金帆音樂獎嚢括「CASH最佳歌曲」、「最佳歌詞」及「最佳合唱演繹」三個獎項。2014年推出本土話題大碟《極》，榮獲華語金曲獎七月份十大唱片首位。主打歌《時代的顛覆者》被瘋傳網絡，及被多個傳媒報章稱為「時代之歌」。李歐梵讚揚鍾氏兄弟為「香港音樂的出路」。組合由鍾一匡及鍾一諾兩兄弟組成，兼任作曲、填詞人、監製及主唱，主力從事爵士樂、藍調、福音、流行音樂歌曲創作及演出。

## 簡歷
鍾氏兄弟 The Chung Brothers是由鍾一匡（Henry）及鍾一諾（Roger）兩兄弟組成的一對男子音樂組合。2009年出道，處女作《鐘聲》及2011年的《齊唱·吳秉堅之歌》，均是福音音樂界及靚聲音樂界具影響力的專輯。鍾氏兄弟的影響力在於把福音音樂注入多元化的曲風、與生活及社會有關的議題、Hifi靚聲的製作。《行公義，好憐憫》及受馬丁·路德·金以寫的《夢想...有一天》便是帶有社會意識的代表作品。精良的製作甚至令主流的製作人也高度評價，包括歐丁玉、葉廣權等。其他曾表揚鍾氏音樂的人包括泰迪羅賓、盧冠廷、姚莉、曾路得、張敬軒、謝安琪、劉以達、潘迪華、金培達、羅乃新、林一峰、DJ/樂評人Uncle Ray、陳少寶、左永然、黃志淙、馮禮慈、袁智聰、郭靜等。中大校長沈祖堯、毛舜筠等亦是鍾氏音樂的支持者。
鍾氏兄弟亦為香港電台第四台節目《Jazzing Up》合約主持及網上電台Vine Media《鍾氏音樂室》主持，目前為D100主持音樂節目《爵士鍾情》

### 《鐘聲》- 首張華語福音專輯
於2009年7月推出福音專輯《鐘聲》(The Chimes)，為香港史上首張高級音響的福音專輯。邀請多位國際及本地音樂人合作，把世界不同音樂元素帶進本地音樂文化中。其中《心在顫抖》為2008年四川大地震的輓歌，在地震當日由鍾氏兄弟譜成旋律，適逢他倆叔公、中國歷史學家許明龍當晚從北京經電郵傳來了他為這次天災而作的一篇同名新詩，從而譜成這首作品。。《鐘聲》為2009年「HMV」十大爵士樂最高銷售專輯之一，連續七星期榮登「HMV」及「香港唱片」爵士∕古典音樂排行榜首位。專輯廣受音樂評論家、音樂家、甚至社會人士的好評。《鐘聲》於2010年4月獲提名三項第十屆華語音樂傳媒大獎，包括：最佳爵士/藍調藝人、最佳新樂隊/組合、最佳組合。華語音樂傳媒大獎堪稱華語音樂界最具公信力獎項，《鐘聲》為首隻獲得此成就的福音專輯。
所有歌曲由鍾氏兄弟創作，並以不同音樂風格編曲及演出。參與音樂人包括香港的包以正、羅尚正、二胡大師霍世潔等，合作歌手則包括曾獲格林美獎提名的 Howard McCrary，香港的羅敏莊、鄧婉玲、原子鏸、林一峰、A-dAY、Eternity Girls等。

### 《齊唱‧吳秉堅之歌》 - 寫下福音音樂歷史
2011年7月，再以鍾氏兄弟組合，推出第二張福音專輯《齊唱‧吳秉堅之歌》，再次邀請香港及海外多位著名樂手及音樂人合作，改編香港福音音樂作曲人吳秉堅 (Ben Ng) 《齊唱新歌》中多首經典福音歌曲。參與者包括姚莉、泰迪羅賓、羅乃新、陳芳榮、劉以達、曾路得、蘇德華、單立文、金培達、John Laudon及吳潔梅等。《齊唱‧吳秉堅之歌》突破了福音音樂的界限，在流行樂壇也被受注目。推出三個月後獲得「金唱片」銷量 ；《齊唱‧吳秉堅之歌》專輯亦於「新城勁爆頒獎禮2011」榮獲「新城勁爆專輯獎」。專輯主打《朋友。愛》 榮獲2011 CASH金帆音樂獎「最佳旋律」提名，而另一主打《無言者》（翻唱吳潔梅獨立發展後的派台歌）亦高踞新城電台流行榜第二名。《齊唱‧吳秉堅之歌》於2012年獲第十二屆華語音樂傳媒大獎最佳組合提名，亦榮獲2011年華語金曲獎（堪稱「華語格萊美」）六項提名，包括：年度最佳專輯企劃、年度最佳製作人、年度最佳爵士藝人、年度最佳編曲人(Billy Chan)、年度最佳封套設計、年度最佳錄音師(Thomas Lo)。2012年12月11日，鍾氏兄弟榮獲2012華語金曲獎「年度最佳爵士藝人」的獎項。

### 《時代的顛覆者》被稱為「時代之歌」
2014年5月，鍾氏兄弟推出主打歌《時代的顛覆者》，道出社會敗壞情況與及香港人對現況的絕望無力感，更feature久違了的市井歌王張武孝(大AL)及香港唯一一位全失明唱作人梁球。歌曲推出後頓成為網上熱播歌曲，被多個傳媒稱為「時代之歌」，更被廣泛評為香港2014年一系列社會性歌曲的開拓者。2014年11月，此曲榮獲 CASH金帆音樂獎三個大獎，包括「CASH 最佳歌曲大獎」、「最佳歌詞」、「最佳合唱演繹」（feat. 大AL/梁球），打破了傳統主流歌手（「CASH 最佳歌曲大獎」多年由陳奕迅奪得）、填詞人（「最佳歌詞」多年由林夕、黃偉文奪得）包辦獎項的宿命。CASH金帆音樂獎是香港唯一一個由音樂業界投票的獎項，亦意味著音樂界對鍾氏兄弟的極大肯定與及希望樂壇有所改變的意向。同年12月，鍾氏兄弟憑《時代的顛覆者》再奪得新城勁爆頒獎禮「填詞大獎」。

### 《極》 - 推動本土音樂運動
2014年7月，鍾氏兄弟推出第三張專輯《極》，更遠赴美國及台灣兩地錄音，邀請了世界聞名的七屆格林美得主歌手Andrae Crouch、六屆格林美得主Ukulele 大師Daniel Ho、台灣名製作人李壽全、台灣金音獎得主客家創作歌手林生祥、台灣絲竹空爵士樂團隊、台灣靚聲天后史茵茵、北京獨立樂團浪蕩紳士、瑞典結他大師Ulf Wakenius、德國口琴大師Hendrik Meurkens及美國著名貝斯手Reggie McBride等世界級音樂家參與演出。本土方面邀請了夏韶聲、大AL、辛尼哥哥、盧冠廷、Joey Tang、「黑鳥」郭達年、潘源良、梁球、柳重言、包以正(Eugene Pao)、羅尚正(Ted Lo)、Ghost Style、Kwokkin、迷你噪音等。
《極》被多個媒體和網上平台認為是推動本土音樂文化精神的一張重要專輯。
除主打歌《時代的顛覆者》外，另外兩首主打《瑪門》及《說不出的未來》分別高踞新城電台流行榜第三及第四位。

### 電影和舞台劇配樂及主題曲
鍾氏兄弟參與的電影和舞台劇配樂及主題曲製作包括：郭子健的《救火英雄》(2012)、姚冠東的《山頭火》(2015)、謝立文《麥兜‧飯寶奇兵》(2016)內的主題曲《大飯寶》、麥少峰的動畫《Crossblade Kill》(2017)。

### 其他音樂項目
鍾氏兄弟亦積極推動基督教音樂，參與多個福音音樂的專輯幕後製作、作曲、填詞，包括曾路得在2011年復出大碟《Recovered》等。
2012年4月，鍾氏兄弟參與環球唱片為紀念張國榮而發行的翻唱專輯《浮想聯翩張國榮》，以藍調風格翻唱張國榮歌曲《沒有愛》，技驚四座。同年7月，鍾氏兄弟與環球唱片合作推出了《Chok出正能量101》的精選合輯，歌曲由鍾氏兄弟選出。
2013年10月，鍾氏兄弟與趙孟準醫生聯同香港基督徒音樂事工協會（ACM）合作的大碟《弦動人生》內，一曲《驚動創造》榮獲三項2013 CASH金帆音樂獎提名，包括：最佳旋律、最佳歌詞(翁慧韻)及最佳編曲(Billy Chan)，為福音音樂在此獎項中的最輝煌紀錄。
2015年2月，鍾氏兄弟為中文大學博群花節撰寫主題曲《未種的花》，勉勵學生不要常以實利作決定。
2015年11月3日，鍾氏兄弟與台灣民歌之父胡德夫為光華新聞文化中心舉辦的台灣月舉行了《芬芳的山谷》演唱會，被視為是香港與台灣音樂的一次重要交流。
2015年11月29日，鍾氏兄弟為香港最大型的戶外音樂節Clockenflap在大台演出，為這國際音樂節其中一隊本土的代表隊伍。

## 專輯
| 年份   | 碟名                                                           | 藝人            | 角色 | 類別             |
| 2016年 | 《麥兜·飯寶奇兵》電影原聲大碟                                  | 群星/鍾氏兄弟   | 監/唱/和《大飯寶》                                                                                           | 網上發佈         |
| 2016年 | 《Embrace 擁我入懷》                                           | 曾路得          | 曲/詞/監/和/口琴                                                                                             | 大碟 CD          |
| 2015年 | 《打工仔要好好食晏》單曲                                       | 趙芬妮          | 監/和《打工仔要好好食晏》                                                                                    | 單曲             |
| 2015年 | 《極 (SACD)》 (限量編號版):Edge-SACD (特別追加新歌 : 未種的花) | 鍾氏兄弟        | 概念/曲/詞/編/監/唱/和/口琴                                                                                  | 大碟 CD          |
| 2014年 | 《極》                                                         | 鍾氏兄弟        | 概念/曲/詞/編/監/唱/和/口琴                                                                                  | 大碟 CD          |
| 2013年 | 《We Are One》                                                 | 群星/鍾氏兄弟   | 概念/曲/詞/編/監/唱/和/口琴                                                                                  | 大碟 CD          |
| 2013年 | 《愛是無價》                                                   | 羅敏莊          | 監/唱/和《主的彩筆/一線曙光/感激救主》/曲/詞/監/唱《赤子之心》                                               | 雜錦碟 CD        |
| 2012年 | 《弦動人生》                                                   | 群星/鍾氏兄弟   | 出品人/曲/監/唱/和《驚動創造》/《The Eighth Wonder》/《主的彩筆/一線曙光/感激救主》/《愛.舞動人生》/《前望》 | 大碟 2CD         |
| 2012年 | 《Chok出正能量101》                                            | 群星/鍾氏兄弟   | 概念/策劃/監製                                                                                               | 雜錦碟 6CD       |
| 2012年 | 《Re-Imagine Leslie Cheung》                                   | 群星/鍾氏兄弟   | 唱/口琴《沒有愛》/《明星》                                                                                   | 演唱會2CD / 2DVD |
| 2011年 | 《齊唱‧吳秉堅之歌 Bonus》                                      | 鍾氏兄弟        | 曲/詞/編/監/唱/和/口琴                                                                                       | EP CD            |
| 2011年 | 《X-Over Non-Stop 信心飛航》                                   | 吳秉堅          | 監/唱/和《祇有祝福》/《赤道宣言》                                                                            | 大碟 CD          |
| 2011年 | 《齊唱‧吳秉堅之歌》                                            | 鍾氏兄弟        | 曲/詞/編/監/唱/和/口琴                                                                                       | 大碟 CD          |
| 2011年 | 《一個不懂唱歌的天使》                                         | 冼嘉儀          | 曲/詞/監《誠心所願》;曲/詞/監/和/口琴《當我相信》                                                            | EP CD            |
| 2010年 | 《X-Over不可誇的可跨》                                         | 吳秉堅          | 編/監/口琴《將心給我》; 監/唱/和《親愛主》                                                                   | 大碟 CD          |
| 2009年 | 《囹聲》                                                       | 基督教牧愛會    | 曲/詞/監《心中亮光》                                                                                         | 大碟 CD          |
| 2009年 | 《楓戀蜜語》                                                   | 羅敏莊          | 曲/詞/監/唱《赤子之心》                                                                                      | 大碟 CD          |
| 2009年 | 《鐘聲》                                                       | 鍾一匡 / 鍾一諾 | 曲/詞/編/監/唱/和/口琴/鋼琴                                                                                  | 大碟 CD          |
| 2009年 | 《夢想 MEM專輯》                                               | 群星            | 曲/詞/監/唱/和 《好撒瑪利亞人》                                                                              | 大碟 CD          |

## 獎項

### 《鐘聲》
- 2009年「HMV」十大爵士樂最高銷售專輯 （第九位）-《鐘聲》
- 「HMV」爵士∕古典音樂排行榜冠軍 -《鐘聲》
- 「香港唱片」爵士∕古典音樂排行榜冠軍 -《鐘聲》
- 2010年華語音樂傳媒大獎「最佳爵士/藍調藝人」- 鍾氏兄弟（提名）
- 2010年華語音樂傳媒大獎「最佳新樂隊/組合」- 鍾氏兄弟（提名）
- 2010年華語音樂傳媒大獎「最佳組合」- 鍾氏兄弟（提名）

### 《齊唱‧吳秉堅之歌》
- 2012年全球華語金曲獎「年度最佳爵士藝人」 - 鍾氏兄弟
- 2011年HKRIA 「金唱片」大獎 -《齊唱‧吳秉堅之歌》
- 2011年華語音樂傳媒大獎「季選十佳唱片」-《齊唱‧吳秉堅之歌》
- 2011年21CN.COM華語唱片盤點之十大粤语唱片第二名-《齊唱‧吳秉堅之歌》
- 2011年新城勁爆頒獎禮2011「新城勁爆專輯獎」-《齊唱‧吳秉堅之歌》
- 2011年新城勁爆流行榜 《無言者》（最高位置：第二位）
- 「HMV」爵士∕古典音樂排行榜冠軍 -《齊唱‧吳秉堅之歌》
- 「香港唱片」爵士∕古典音樂排行榜冠軍 -《齊唱‧吳秉堅之歌》
- 2011年華語音樂傳媒大獎「最佳組合」- 鍾氏兄弟（提名）
- 2011年全球華語金曲獎「年度最佳製作人」- 鍾氏兄弟（提名）
- 2011年全球華語金曲獎「年度最佳專輯企劃」（提名：Universal Music / 鍾氏兄弟）
- 2011年全球華語金曲獎「年度最佳編曲」《赤道宣言》（提名 - 編曲: Billy Chan）
- 2011年全球華語金曲獎「年度最佳封套設計」（提名：Stella So / Wiseman Design）
- 2011年全球華語金曲獎「年度最佳錄音」（提名：Thomas Lo）
- 2011年CASH金帆音樂獎「最佳旋律」《朋友。愛》（提名 - 作曲：吳秉堅/鍾一諾）

### 《弦動人生》
- 2013年CASH金帆音樂獎「最佳旋律」《驚動創造》（提名 - 作曲：鍾一諾）
- 2013年CASH金帆音樂獎「最佳歌詞」《驚動創造》（提名 - 作詞：翁慧韻）
- 2013年CASH金帆音樂獎「最佳編曲」《驚動創造》（提名 - 編曲: Billy Chan）

### 《We Are One》
- 2013年「HMV」亞洲∕廣東流行排行榜冠軍

### 《極》
- 2014年CASH金帆音樂獎「CASH最佳歌曲大獎」-《時代的顛覆者》(鍾氏兄弟 feat. 大AL/梁球)
- 2014年CASH金帆音樂獎「最佳歌詞」-《時代的顛覆者》（作詞：鍾一匡/鍾一諾）
- 2014年CASH金帆音樂獎「最佳合唱演繹」-《時代的顛覆者》(鍾氏兄弟 feat. 大AL/梁球)
- 2014年新城勁爆頒獎禮「填詞大獎」-《時代的顛覆者》（作詞：鍾一匡/鍾一諾）
- 2014年新城勁爆頒獎禮「勁爆專輯獎」-《極》
- 2014年香港樂評選'2014「香港樂評年度樂團」- 鍾氏兄弟
- 2014年華語音樂傳媒大獎「最佳組合」- 鍾氏兄弟
- 2014年全球華語金曲獎「7月十佳唱片第一位」-《極》
- 2014年「HMV」全年五大爵士樂最高銷售專輯（第五位） -《極》
- 「HMV」爵士∕古典音樂排行榜冠軍 -《極》
- 「香港唱片」爵士∕古典音樂排行榜冠軍 -《極》
- iTunes 銷量排行榜冠軍 -《極》
- 2014年新城勁爆流行榜 -《瑪門》（最高位置：第三位）
- 2014年新城勁爆流行榜 -《說不出的未來》（最高位置：第四位）
- 2014年香港電台中文歌曲龍虎榜 -《瑪門》（最高位置：第十三位）
- 2014年CASH金帆音樂獎「最佳旋律」-《時代的顛覆者》（提名 - 作曲：鍾一諾）
- 2014年CASH金帆音樂獎「最佳編曲」-《瑪門》（提名 - 編曲: Ted Lo）
- 2014年CASH金帆音樂獎「最佳男歌手演繹」-《麻醉式快樂》（提名 - 鍾一諾）
- 2014年香港樂評選'2014「香港樂評年度歌曲」- 《時代的顛覆者》(鍾氏兄弟 feat. 大AL/梁球)（提名）
- 2014年香港樂評選'2014「香港樂評年度歌詞」- 《時代的顛覆者》（提名 - 作詞：鍾一匡/鍾一諾）
- 2014年香港樂評選'2014「香港樂評年度唱片」- 《極》（提名）

### 《未種的花》
- 2015年CASH金帆音樂獎「CASH最佳歌曲大獎」-《未種的花》(提名 - 鍾氏兄弟 feat. 中大學生)
- 2015年CASH金帆音樂獎「最佳歌詞」-《未種的花》（提名 - 作詞：鍾一匡）
- 2015年CASH金帆音樂獎「最佳旋律」-《未種的花》（提名 - 作曲：鍾一諾）
- 2015年CASH金帆音樂獎「最佳編曲」-《未種的花》（提名 - 編曲: Jim Ling）

## 外部連結
- 鍾氏兄弟 官方網站 （页面存档备份，存于）